# Breakfast at Pappa's
Breakfast at Pappa's is een ep en tevens het eerste album van de Engelse punkband Consumed. Het album werd op 28 juli 1998 uitgegeven door Fat Wreck Chords. Het nummer "Heavy Metal Winner" is ook te horen op het videospel Tony Hawk's Pro Skater 2.

## Nummers
1. "Heavy Metal Winner" - 2:29
2. "Bye-Bye, Fatman" - 2:48
3. "Brutal Tooth" - 1:33
4. "Stand Under Me" - 3:18
5. "Nonsense Cone" - 2:22
6. "Bigger Shoe" - 2:34

## Band
- Steve Ford - gitaar, zang
- Mike Ford - gitaar, zang
- Baz Barrett - basgitaar
- Chris Billam - drums